# Chapelle de la Trinité de Callas
Pour les articles homonymes, voir Chapelle de la Trinité.
La chapelle de la Trinité est située sur la commune de Callas, dans le département du Var.

## Situation
La chapelle est sise au 68 Chemin des Clots 83830 Callas, au droit de la D 562 repère 2307, dans la zone agricole du plan, "le Claou", lieu dit Saint-Donin (cad. E 488), sur la route départementale entre Draguignan et Callas.

## Histoire
Un signaculum (de), en bronze a été découvert en 1957 par Sylvain Gagnière aux abords de la villa romaine et du mausolée de La Trinité.
Des débris d'amphores et de céramique ainsi qu'une monnaie à l'effigie d'Herennia Etruscilla, épouse de Dèce (empereur romain de 249 à 251) ont été retrouvés sur la terrasse.
L'abbé Raymond Boyer avait, lui, découvert en septembre 1960 une boîte à miroir et à fard.
Des fouilles archéologiques seront conduites en 1960 et 1961 sur le site, par l'abbé Raymond Boyer et Paul-Albert Février.
L'édifice est aujourd'hui la propriété du Centre archéologique du Var,. Il a fait l'objet d'une inscription sur l'Inventaire supplémentaire des monuments historiques depuis le 24 mai 1974. 

## Bâtiment
Monument dont le plan rappelle celui d'un mausolée antique, d'où l'appellation de la chapelle de la Trinité dite aussi "Mausolée de Callas" (l'Estagnol). 
Probablement le mausolée du propriétaire, dont les murs subsistant sont en petit appareil ainsi qu'une porte avec piédroit et linteau monolithes transformé en chapelle, attestée dans les chartes au milieu du XIe siècle réutilise dans son élévation les murs d'un mausolée de la fin du Ier siècle ou du début du IIe siècle. 

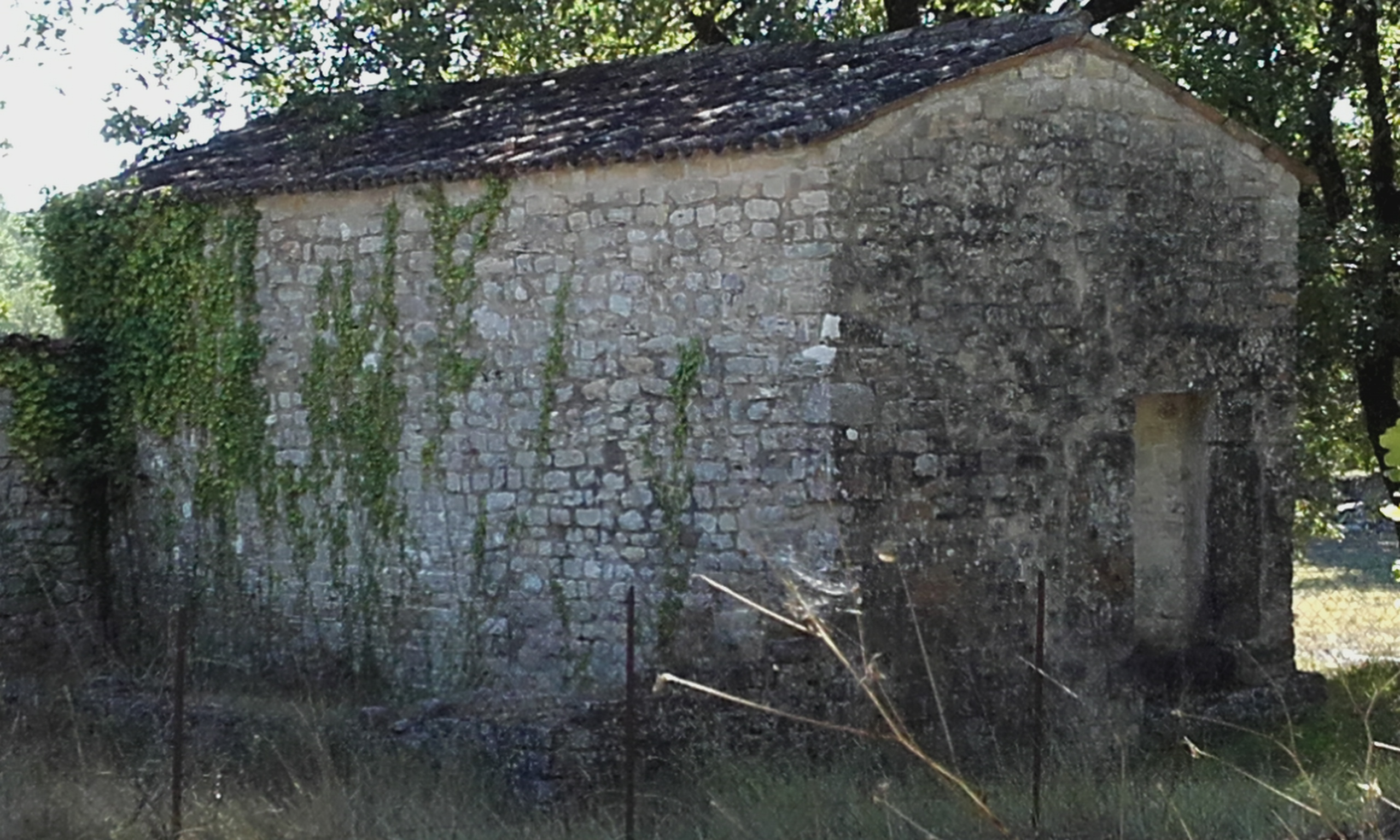
Côté Chemin des Clos-D562.
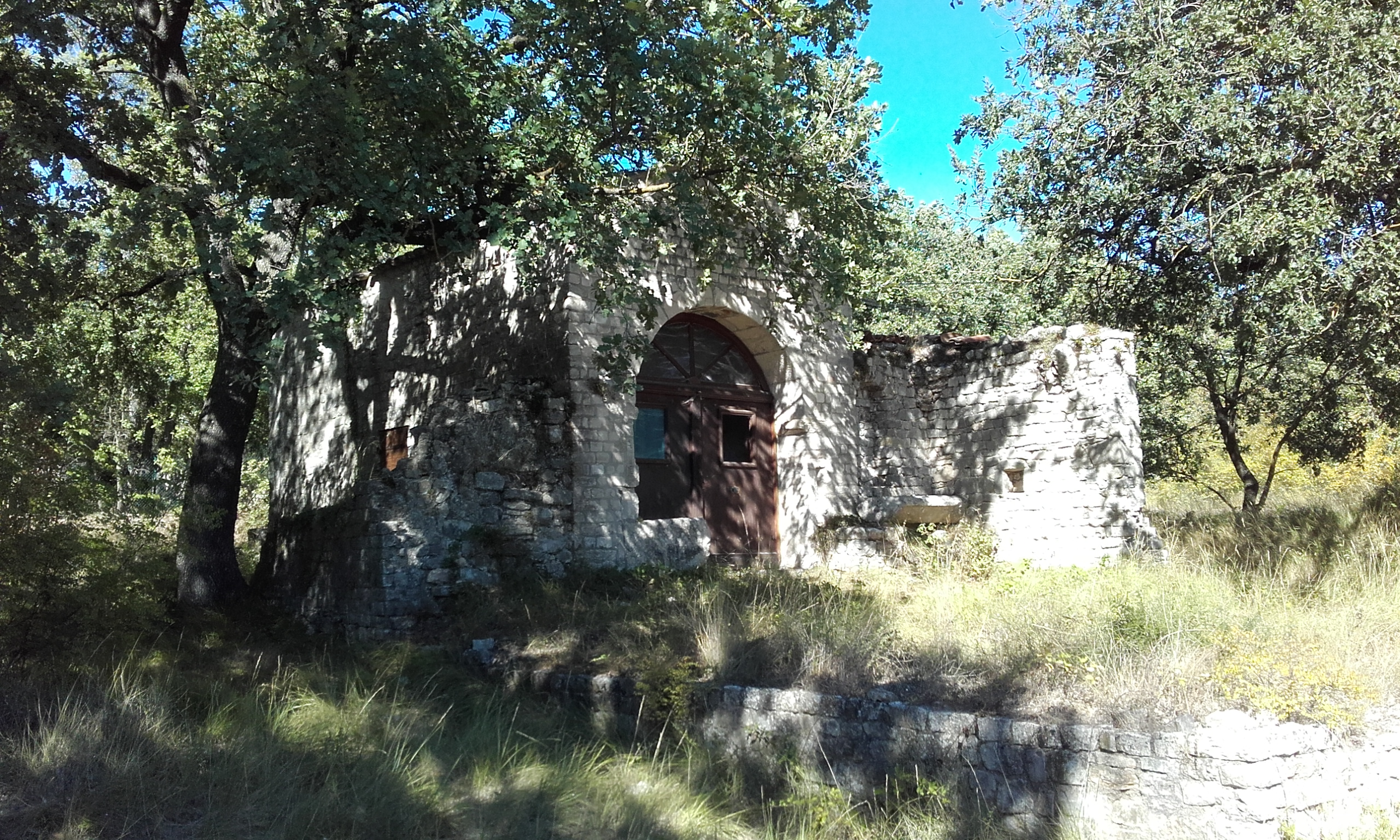
Côté chemin des Clos.
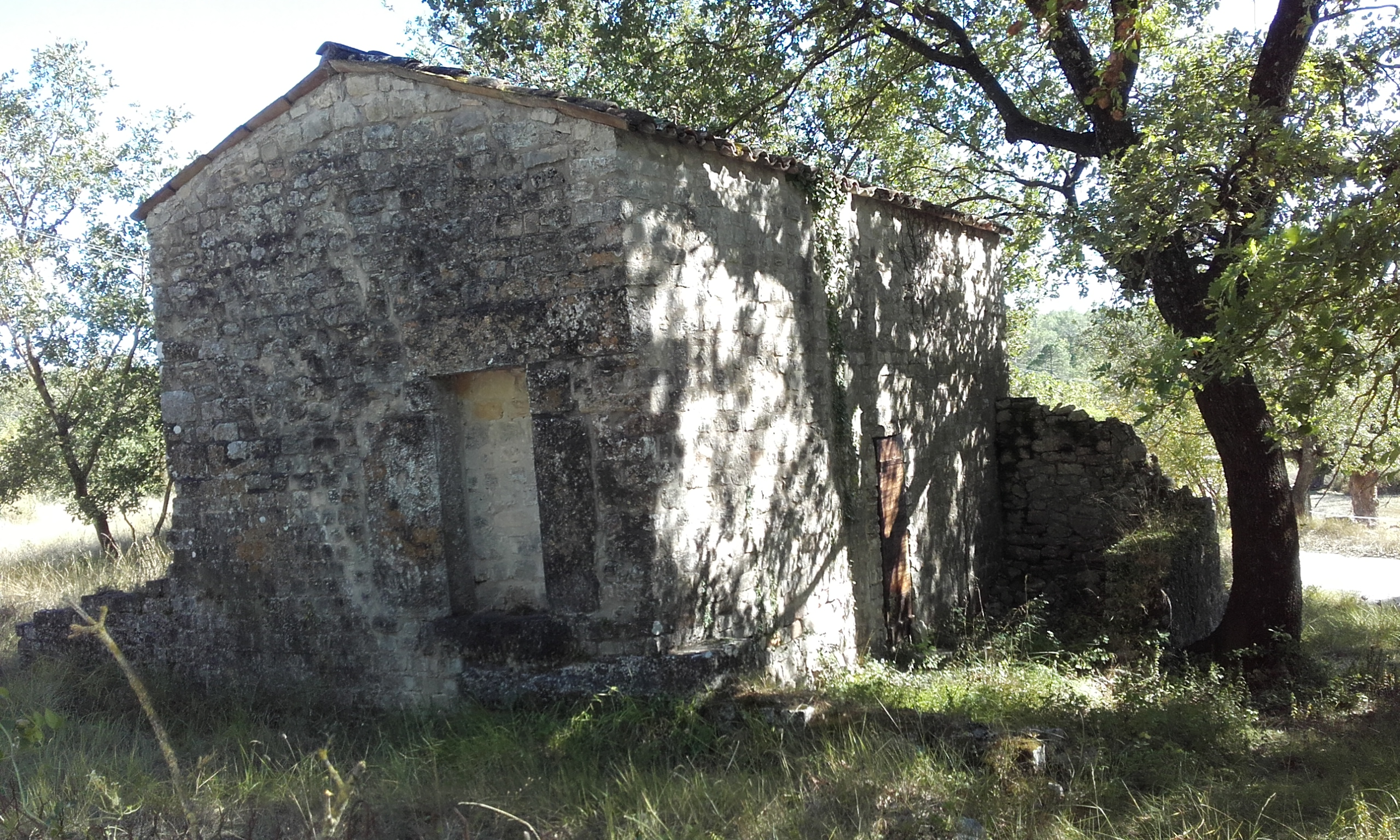
Vue côté D562 au n°2307.

Réutilisé au Moyen Âge en chapelle, l'édifice a subi diverses interventions. Les voûtes et les arcs sont romans.

### Bibliographie

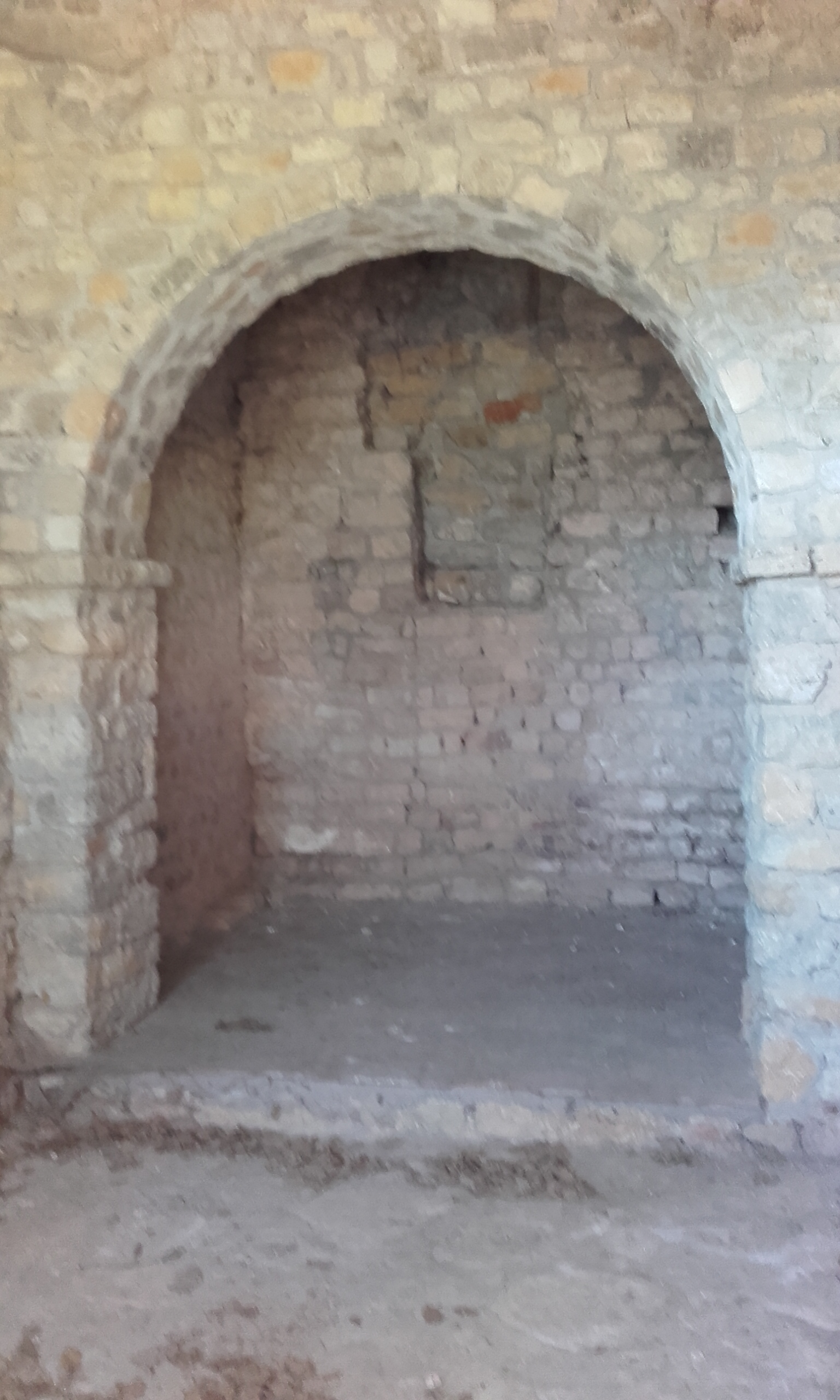
Mausolée.

## En savoir plus